# Стригин-Оболенский, Александр Иванович
Александр Иванович Стригин-Оболенский — князь, воевода и наместник на службе у московского князя Василия III и царя Ивана IV Грозного.

## Происхождение и семья
Младший из шести сыновей родоначальника князей Стригины-Оболенские, боярина князя И. В. Оболенского Стриги и Степаниды, дочери И. К. Давыдова-Зубатого (из рода Морозовых). Рюрикович в XIX колене, один из многочисленных князей Оболенских, находившихся на московской службе. Имел двух сыновей Петра и Ивана Пуговку.

## Служба у Василия III
Послан наместником в Козельск (1506) и при нашествии татар на Белёвские и Козельские земли, вместе с другими воеводами, преследовали уходивших татар, разбили их и отняли весь полон (1507). Принял участие в русско-литовской войне 1507—1508, водил из Северской земли на Литву полк левой руки (май 1508), ходил к Вязьме и Дорогобужу со сторожевым полком (сентябрь 1508).
Во время Русско-литовской войны 1512—1522 послан к Дорогобужу с полком левой руки вторым воеводой (1515). Первый воевода Сторожевого полка в походе из Ржева в Литву и обратно (июль 1519).
Наместник в Стародубе (1525-1528 и 1531). Третий воевода на Угре (июль 1532). Стоял в Белёве на Бобрике третьим воеводой (1533), в августе, после ухода основных сил, оставлен в Коломне.

## Служба у Ивана Грозного
Получил поручение ехать послом в Крым, но своевольно остался в Новгород-Северском и написал Государю невероятные сведения о царевиче Исламе, за что ему был объявлен гнев Государя и он заменён князем Мезецким (1534). Послан вторым наместником в Псков (апрель 1536). Назначен воеводой в полк левой руки судовой рати в несостоявшемся походе на Казань (сентябрь 1537). В Белёве второй воевода для защиты от Крымского хана Сахиб-Гирея, пытавшегося переправиться через Оку у Рославля и Коломны (1541).